# Anna Geislerová
Anna Geislerová, también conocida como Aňa Geislerová (nacida el 17 de abril de 1976), es una actriz checa. Es conocida por su papel de Eliška en la película nominada al Premio de la Academia Želary (2003) y de Anna en Návrat idiota (1999).

## Carrera
Nacida en Praga en 1976, el ascenso de Geislerová a la fama comenzó a la edad de 14 años cuando consiguió el papel principal en Réquiem pro panenku (1991) de Filip Renč. Sus numerosos créditos actorales incluyen Jízda de Jan Svěrák en 1994, así como la adaptación cinematográfica de la aclamada novela de Michal Viewegh Výchova dívek v Čechách (1997).
Geislerová ha sido nominada cuatro veces al León Checo (Premio de la Academia Checa) y ganó dos veces; primero como Mejor Actriz en 1999 por su actuación en The Idiot Returns de Saša Gedeon, y nuevamente en 2003 por Želary de Ondřej Trojan, que también fue nominada al Óscar a la mejor película internacional.
En 2004, European Film Promotion la nombró una de las estrellas fugaces de películas europeas.
Geislerová forma parte del jurado de Shooting Stars 2010, que seleccionó a 10 actores emergentes europeos del grupo de nominados para recibir el premio Shooting Star 2010 en febrero en el Festival Internacional de Cine de Berlín.

## Vida personal
Geislerová y su marido Zdeněk Janáček tienen una hija, Stella, y sus hijos Bruno y Max. Tiene dos hermanas, Lenka y Ester; y su tía Zuzana también es actriz.

## Filmografía
| Año  | Título                       | Papel                   |
| ---- | ---------------------------- | ----------------------- |
| 1990 | Pějme píseň dohola           | Tráva                   |
| 1991 | Requiem pro panenku          | Marika                  |
| 1992 | Přítelkyně z domu smutku     | Líba                    |
| 1992 | Fantaghirò 2                 | Reina de los elfos      |
| 1993 | Fantaghirò 3                 | Reina de los elfos      |
| 1993 | El joven Mussolini           | Eleonora                |
| 1994 | Jízda                        | Anna                    |
| 1997 | Výchova dívek v Čechách      | Beáta                   |
| 1999 | Return of the Idiot          | Anna                    |
| 2000 | Kytice                       | Dornička / Háta         |
| 2003 | Želary                       | Eliška                  |
| 2005 | Algo parecido a la felicidad | Dáša                    |
| 2005 | Šílení                       | Charlotte               |
| 2005 | Sklapni a zastřel mě         | Líba Zemanová           |
| 2006 | Kráska v nesnázích           | Marcela                 |
| 2007 | Medvídek                     | Anna                    |
| 2008 | Smutek paní Šnajderové       | Mrs. Šnajderová         |
| 2009 | The Case of Unfaithful Klara | Profesora Smidt         |
| 2010 | Občanský průkaz              | Petra                   |
| 2011 | Nevinnost                    | Lída                    |
| 2013 | Honeymoon                    | Tereza                  |
| 2014 | Fair Play                    | Irena                   |
| 2014 | Až po uši                    | Šárka                   |
| 2014 | Pohádkář                     | Dana                    |
| 2016 | Anthropoid                   | Lenka Fafková           |
| 2016 | Polednice                    | Eliška                  |
| 2016 | Já, Mattoni                  | Marie Löschnerová       |
| 2016 | Pohádky pro Emu              | Marie Urbanová          |
| 2017 | Zahradnictví: Rodinný přítel | Vilma                   |
| 2017 | Zahradnictví: Dezertér       | Vilma                   |
| 2017 | Zahradnictví: Nápadník       | Vilma                   |
| 2017 | Milada                       | Ludmila Brožová         |
| 2018 | The Catcher Was a Spy        | Rathe                   |
| 2019 | The Sleepers                 | member of the committee |
| 2019 | Amnestie                     | Kelemenová              |
| 2020 | Havel                        | Olga Havlová            |
| 2020 | Božena Němcová               | Božena Němcová          |
| 2022 | The Ipcress File             | Dr. Polina Lavotchkin   |
| 2023 | The Knife Thrower            | Magda Frybová           |